# Bruce Bawer
Bruce Bawer, né le 31 octobre 1956 à New York, est un critique littéraire, écrivain et poète américain, possédant également la nationalité norvégienne. Il a écrit des livres défendant les droits des homosexuels et critiquant à la fois le christianisme fondamentaliste et l'islam.

## Biographie
Bawer obtient son BA, sa maîtrise et son Ph.D. en anglistique à l'université d'État de New York à Stony Brook, où il donne aussi des cours de littérature et de composition.
En 1998, il déménage à Amsterdam, où il croit pouvoir vivre mieux en tant qu'homme homosexuel dans une société plus libérale. Il déménage ensuite à Oslo en 1999 et traduit plusieurs livres du norvégien à l'anglais au fil des ans. Il vit actuellement avec son compagnon à Oslo, en Norvège.

## Œuvres
Les œuvres de Bawer ont paru dans des revues telles que The New Republic, The Nation, Newsweek, The Wall Street Journal, The New Criterion (en), The American Spectator (en) et The Hudson Review (en).
Dans A Place at the Table, Bawer plaide en faveur de ce qu'il considère comme une philosophie politique centriste dominante en contradiction avec la gauche gay. Dans Stealing Jesus, Bawer formule de vives critiques contre les Églises évangélique, pentecôtiste et autres du christianisme mooderne, y compris le prémillénarisme et l'apologie évangélique du capitalisme.
Dans While Europe Slept, Bawer écrit que la rectitude politique de l'Europe défend et protège le fondamentalisme islamique (en) qui s'en prend à ses systèmes sociaux libéraux. Il argue que les islamistes profitent du bien-être social et des subventions religieuses pour financer les mosquées extrémistes et les imams au passé violent. Une fois établis dans les pays de l'Europe de l'Ouest, soutient Bawer, les islamistes évitent de s'intégrer et obéissent seulement à la charia tout en évitant les systèmes juridiques des pays d'accueil, ce qui permet la violence envers les femmes, les gays, les juifs et les non-musulmans. Bawer arrive à la conclusion que les taux de natalité croissants chez les musulmans et le « refus » de s'intégrer permettront à ces derniers de dominer la société européenne d'ici trente ans et que la seule façon d'éviter un tel désastre, c'est d'abolir le multiculturalisme politiquement correct qui, selon lui, sévit sur le continent.
While Europe Slept fut désigné pour le National Book Critics Circle Award de 2006 dans la catégorie des critiques, ce qui donna matière à controverse. Lors de la communication de la sélection des candidats au prix, Eliot Weinberger, l'un des membres du conseil d'administration du Circle (en), déclara que le livre de Bawer était un exemple de « racisme érigé en critique ». Après cela, le président du Circle, John Freeman, déclara : « Je n'ai jamais été aussi embarrassé par une sélection que par celle de When Europe Slept de Bruce Bawer. Sa rhétorique hyperventilée bascule de la critique réelle à l'islamophobie. » Bawer répondit : « Comme moi et de nombreux autres l'ont signalé des millions de fois, l'islam radical n'est pas une race. » J. Peder Zane, membre du comité de sélection, dit que Freeman « a été tout à fait injuste envers Bruce Bawer » et insulté le comité.
Bawer a été brièvement associé aux l'organisation Human Rights Service (en), établie à Oslo.
L'extrémiste d'extrême-droite Anders Behring Breivik, qui a perpétré les attentats de 2011 en Norvège, cita Bawer dans son manifeste. Bawer fait remarquer que toutes ces citations résultent de la reproduction massive d'essais de Fjordman par Breivik.
Dans une critique, Stephen Pollard décrit Surrender: Appeasing Islam, Sacrificing Freedom (2009) de Bawer comme un exposé de l'argument que la capitulation gauchiste ouvre la voie à un remplacement de la civilisation européenne par la culture islamique. Pollard a écrit que « Bawer a incontestablement raison, et ce fait est tout simplement terrifiant ». Tim Rutten y voit un livre médiocre où l'auteur manque l'occasion d'analyser l'intersection du fondamentalisme islamique et du multiculturalisme occidental.

### Poésie
- Innocence: eight poems, ralia Press, 1988
- Coast to coast: poems, Story Line Press, 1993,  (ISBN 978-0-934257-51-0)